# Томашгородська сільська рада
Тома́шгородська сільська́ ра́да — колишній орган місцевого самоврядування в Рокитнівському районі Рівненської області. Адміністративний центр — село Томашгород.

## Загальні відомості
- Томашгородська сільська рада утворена в 1940 році.
- Територія ради: 249,107 км²
- Населення ради: 2 358 осіб (станом на 2001 рік)
- Територією ради протікає річка Льва.

## Населені пункти
Сільській раді підпорядковані населені пункти:
- с. Томашгород
- с. Єльне

## Склад ради
Рада складається з 16 депутатів та голови.
- Голова ради: Гіс Марія Володимирівна
- Секретар ради: Щур Наталія Петрівна

### Керівний склад попередніх скликань
| Прізвище, ім'я, по батькові | Основні відомості                                                                       | Дата обрання | Дата звільнення |
| --------------------------- | --------------------------------------------------------------------------------------- | ------------ | --------------- |
| Гіс Марія Володимирівна     | Сільський голова, 1961 року народження, освіта середня спеціальна, член Партії регіонів | 26.03.2006   | 31.10.2010      |
| Гіс Марія Володимирівна     | Сільський голова, 1961 року народження, освіта середня спеціальна, член Партії регіонів | 31.10.2010   |                 |

Примітка: таблиця складена за даними сайту Верховної Ради України